# Nobody
「Nobody」（ノーバディ）は、アメリカのポップ・ロックバンドワンリパブリックによる楽曲。2024年4月12日にリリースされた。テレビアニメ『怪獣8号』第1期エンディングテーマ。ワンリパブリックの6枚目のアルバム『アーティフィシャル・パラダイス』に収録されている。

## 背景
楽曲は、バンドメンバーであるブレント・クツレ、ライアン・テダー、ジョー・ヘンダーソン、タイラー・スプリー、ジョシュ・ヴァルナドールらによって作曲された。プロデュースはヘンダーソン、カッツル、スプリー、ジョン・ナサニエルらが担当した。
テダーは2023年春頃に『怪獣8号』チームと打ち合わせをし、一部の映像や絵コンテから作品・キャラクターを分析した上でどんなサウンドが必要かを考案してきたという。また、同年11月に仕事で来日した時には歌詞も書き込んでおり、日本からインスピレーションを最大限得た楽曲にしているという。

## ミュージック・ビデオ
ミュージック・ビデオは2024年6月29日に公開された。MVでは、バンドがカラオケルームで楽曲を演奏する様子や、渋谷スクランブル交差点や大通りなどを俯瞰した映像、ジオラマの中を歩くミニチュア人形が重ねられている。